# Долмен
Долмените (на бретонски: taol maen — каменна маса) са мегалитни съоръжения, изградени от няколко положени отвесно каменни плочи, които образуват камера и са покрити с друга каменна плоча. Названието произлиза от външния вид на обичайните за Европа конструкции — повдигната на каменни опори плоча, напомняща маса.
Свързани са с религиозните вярвания и ритуали на древните хора и много често са използвани за погребения. Разпространени са в Европа (включително в България), Азия, Африка, главно в крайморските области. Датирани са към Бронзовата и към Ранната желязна епоха.